# Martin Doktor
Martin Doktor (Polička, 21 de maio de 1974) é um velocista checo na modalidade de canoagem.
Foi vencedor da medalha de Ouro em C-1 1000 metros e C-1 500 metros em Atlanta 1996.